# Deutsche Fünfkampf-Meisterschaft 1976/77

Veranstaltungsort: Berlin

Die Deutsche Fünfkampf-Meisterschaft 1976/77 war eine Billard-Turnierserie und fand zum 14. Mal vom 31. März bis zum 3. April in Berlin statt.

## Geschichte
Mit famosen Leistungen gewann Dieter Müller seine Heim-DM im Fünfkampf. Speziell in der Freien Partie und in den Cadre-Disziplinen glänzte er. Da wieder eine neue überarbeitete Portugiesische Tabelle zur Anwendung kam sind die Leistungen zu vorangegangenen Turnieren schlecht vergleichbar. Platz zwei sicherte sich der Bandenspezialist Günter Siebert vor Peter Sporer.

## Modus
Reihenfolge der Endrechnung in der Abschlusstabelle:
1. MP = Matchpunkte
2. PP = Partiepunkte
3. VGD = Verhältnismäßiger Generaldurchschnitt
4. BVED = Bester Einzel Verhältnismäßiger Durchschnitt

Bei der Berechnung des VGD wurde die Portugiesische Tabelle vom März 1977 angewendet. Dadurch ist der VGD nicht mehr mit den alten Tabellen vergleichbar.
In der Endtabelle wurden die erzielten Matchpunkte vor den Partiepunkten und dem VGD gewertet.

## Abschlusstabelle
| Legende | Legende                                       |
| --- | --------------------------------------------- |
| Abk. | Bedeutung                                     |
| Pkt. | erzielte Punkte                               |
| Aufn. | benötigte Aufnahmen                           |
| ED | Einzeldurchschnitt                            |
| GD | Generaldurchschnitt                           |
| VGD | Verhältnismässiger Generaldurchschnitt        |
| BMD | Bester Mannschaftsdurchschnitt                |
| BED | Bester Einzeldurchschnitt                     |
| BSD | Bester Satzdurchschnitt                       |
| BEVD | Bester Einzel Verhältnismässiger Durchschnitt |
| HS | Höchstserie                                   |
| MP | Match Points                                  |
| PP | Partie Punkte                                 |
| G-U-V | Gewonnen-Unentschieden-Verloren               |
| SV | Satzverhältnis                                |
| WRP | Weltranglistenpunkte                          |
| | 1. Platz (Gold)                               |
| | 2. Platz (Silber)                             |
| | 3. Platz (Bronze)                             |
| | Bester GD des Turniers/Runde                  |
| | Bester VGD des Turniers/Runde                 |
| | Bester ED des Turniers/Runde                  |
| | Bester BVGD des Turniers/Runde                |
| | Beste HS des Turniers/Runde                   |
| (Evtl. finden nicht alle Begriffe Anwendung oder einige sind nicht aufgeführt. Diese können in der Liste der Karambolage-Begriffe nachgesehen werden.) |                                               |

| Endklassement | Endklassement              | Endklassement | Endklassement | Endklassement | Endklassement | Endklassement |
| Platz         | Name                       | MP            | PP            | VGD           | BVED          |               |
| ------------- | -------------------------- | ------------- | ------------- | ------------- | ------------- | ------------- |
| 1             | Dieter Müller (Berlin)     | 6:0           | 26:4          | 147,35        | 395,27        |               |
| 2             | Günter Siebert (Hattingen) | 2:4           | 16:14         | 64,90         | 120,48        |               |
| 3             | Peter Sporer (München)     | 2:4           | 10:20         | 43,89         | 90,33         |               |
| 4             | Dieter Wirtz (Düsseldorf)  | 2:4           | 8:22          | 46,70         | 91,80         |               |

## Disziplintabellen
| Platz | Name           | MP  | Pkte. | Aufn. | GD     | BED    | HS  |
| ----- | -------------- | --- | ----- | ----- | ------ | ------ | --- |
| 1     | Dieter Müller  | 6:0 | 750   | 3     | 250,00 | 250,00 | 250 |
| 2     | Dieter Wirtz   | 2:4 | 465   | 6     | 77,50  | 250,00 | 250 |
| 3     | Günter Siebert | 2:4 | 266   | 5     | 53,20  | 83,33  | 234 |
| 4     | Peter Sporer   | 2:4 | 252   | 8     | 31,50  | 62,50  | 244 |

| Platz | Name           | MP  | Pkte. | Aufn. | GD    | BED    | HS  |
| ----- | -------------- | --- | ----- | ----- | ----- | ------ | --- |
| 1     | Dieter Müller  | 6:0 | 450   | 14    | 32,14 | 150,00 | 150 |
| 2     | Dieter Wirtz   | 4:2 | 301   | 22    | 13,68 | 18,75  | 79  |
| 3     | Peter Sporer   | 2:4 | 234   | 30    | 7,80  | 10,71  | 49  |
| 4     | Günter Siebert | 0:6 | 310   | 32    | 9,68  | -      | 51  |

| Platz | Name           | MP  | Pkte. | Aufn. | GD   | BED   | HS |
| ----- | -------------- | --- | ----- | ----- | ---- | ----- | -- |
| 1     | Günter Siebert | 6:0 | 300   | 49    | 6,12 | 6,66  | 33 |
| 2     | Dieter Müller  | 4:2 | 291   | 36    | 8,08 | 16,66 | 61 |
| 3     | Peter Sporer   | 2:4 | 180   | 49    | 3,67 | 3,57  | 24 |
| 4     | Dieter Wirtz   | 0:6 | 221   | 56    | 3,94 | -     | 26 |

| Platz | Name           | MP  | Pkte. | Aufn. | GD    | BED    | HS  |
| ----- | -------------- | --- | ----- | ----- | ----- | ------ | --- |
| 1     | Dieter Müller  | 6:0 | 450   | 11    | 40,90 | 150,00 | 150 |
| 2     | Peter Sporer   | 2:4 | 173   | 5     | 34,60 | 75,00  | 76  |
| 3     | Günter Siebert | 2:4 | 309   | 13    | 23,76 | 75,00  | 128 |
| 4     | Dieter Wirtz   | 2:4 | 192   | 13    | 14,76 | 25,00  | 76  |

| Platz | Name           | MP  | Pkte. | Aufn. | GD    | BED   | HS |
| ----- | -------------- | --- | ----- | ----- | ----- | ----- | -- |
| 1     | Günter Siebert | 6:0 | 90    | 92    | 0,978 | 1,111 | 5  |
| 2     | Dieter Müller  | 4:2 | 78    | 90    | 0,866 | 1,000 | 8  |
| 3     | Peter Sporer   | 2:4 | 56    | 103   | 0,544 | 0,833 | 5  |
| 4     | Dieter Wirtz   | 0:6 | 51    | 97    | 0,525 | -     | 5  |